# Pekanbaru
Pekanbaru – miasto w Indonezji, w środkowej części Sumatry, nad rzeką Siak, stolica prowincji Riau, ok. 320 km na północ od Padang. W 2023 miasto liczyło ponad 1 mln mieszkańców.
Port rzeczny połączony z Cieśninią Malakka. Ośrodek naukowy (Uniwersytet Riau) i handlowy (herbata, kawa, boksyt, ropa naftowa, złoto); funkcjonuje tu port lotniczy Pekanbaru.

## Historia
Założone w 1784 jako siedziba sułtanatu Siak.
W latach 1942–1945 Sumatrę okupowali Japończycy, którzy wykorzystywali jeńców wojennych do budowy linii kolejowej w kierunku zachodniej części wyspy. Przy budowie linii z wycieńczenia, zmarło wówczas ponad tysiąc pracowników – w mieście znajduje się pomnik ku ich pamięci (do XXI wieku zachowały się tylko fragmenty toru).